# ナサレノ・ソリス
ナサレノ・ダミアン・ソリス（Nazareno Damián Solís 、1994年4月22日 - ）は、アルゼンチン・ブエノスアイレス州カンパーナ出身のプロサッカー選手。アルゼンチン・プリメーラ・ディビシオン・アルドシビ所属。ポジションは、ミッドフィールダー（左ウィング）。